# (9936) Al-Biruni
(9936) Al-Biruni  es un asteroide de la región exterior al cinturón de asteroides, descubierto el 8 de agosto de 1986 por Eric Walter Elst y Violeta G. Ivanova desde el Observatorio Astronómico Nacional de Rozhen, en Bulgaria.

## Designación y nombre
Al-Biruni se designó inicialmente como 1986 PN4.
Más adelante fue nombrado en honor al erudito persa Al-Biruni (973-1048).

## Características orbitales
Al-Biruni orbita a una distancia media del Sol de 3,0820 ua, pudiendo acercarse hasta 2,5106 ua y alejarse hasta 3,6533 ua. Tiene una excentricidad de 0,1853 y una inclinación orbital de 15,4035° grados. Emplea en completar una órbita alrededor del Sol 1976 días.

## Características físicas
Su magnitud absoluta es 12,1. Tiene 23,890 km de diámetro. Su albedo se estima en 0,065. El valor de su periodo de rotación es de 10,704 h.